# 南特昂拉捷
南特昂拉捷（法語：Nantes-en-Ratier，法語發音：[nɑ̃t ɑ̃ ʁatje]）是法国伊泽尔省的一个市镇，属于格勒诺布尔区。

## 地理
南特昂拉捷（44°56'6"N, 5°49'36"E）面积12.13 平方千米，位于法国奥弗涅-罗讷-阿尔卑斯大区伊泽尔省，该省份为法国东南部内陆省份，北起顺时针与安省、萨瓦省、上阿尔卑斯省、德龙省、阿尔代什省、卢瓦尔省和罗讷省。
与南特昂拉捷接壤的市镇（或旧市镇、城区）包括：博蒙地区圣洛朗、谢沃、苏维尔、拉瓦莱特、圣奥诺雷。
南特昂拉捷的时区为UTC+01:00、UTC+02:00（夏令时）。

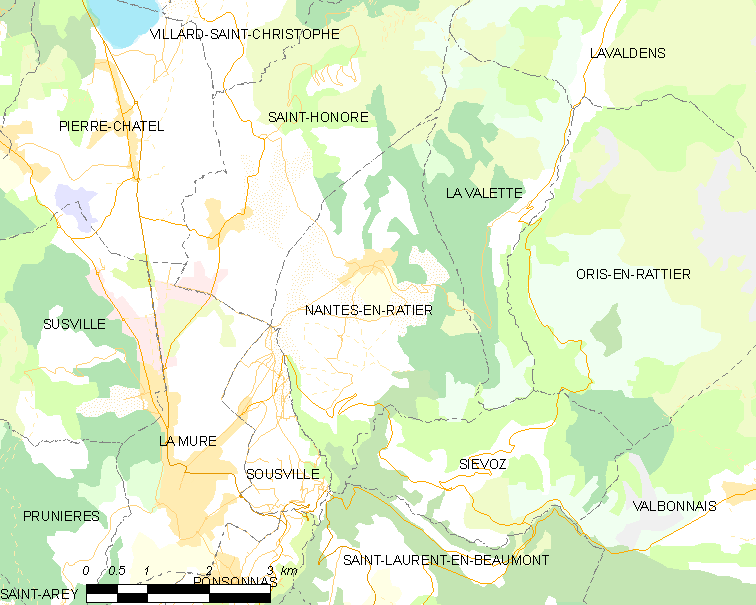
南特昂拉捷的OSM定位图

## 行政
南特昂拉捷的邮政编码为38350，INSEE市镇编码为38273。

## 政治
南特昂拉捷所属的省级选区为马泰西讷-特列沃县。

## 人口

1962-2008年间南特昂拉捷人口变化图示

南特昂拉捷于2022年1月1日时的人口数量为468人。